# Тюш (Свердловская область)
Тюш — деревня в Ачитском городском округе Свердловской области. Управляется Тюшинским сельским советом.

## География
Деревня расположена на левом берегу реки Тюш, в 26 километрах на восток от посёлка городского типа Ачита.

### Часовой пояс
Тюш, как и вся Свердловская область, находится в часовой зоне МСК+2. Смещение применяемого времени относительно UTC составляет +5:00.

## Население
| 2002 | 2010 | 2021 |
| ---- | ---- | ---- |
| 241  | ↘201 | ↘125 |

## Инфраструктура
В деревне Тюш четыре улицы: Зелёная, Новая, Советская и Трактовая.